# عائل (أحياء)

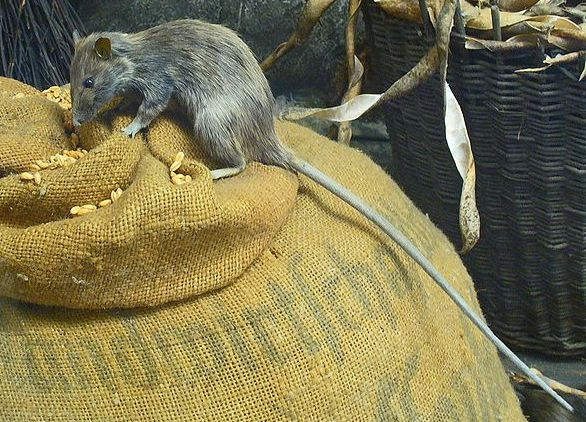
الجرذان السوداء مستودعات طبيعية للطاعون الدملي، إذ أن قمل الفئران الشرقي الذي يتغذى على هذه الفئران ناقلات لهذا المرض.

في علم الأحياء والطب، المُضِيفُ أو العائل هو كائن حي يأوي ضيفًا طفيليًا أو متعايشًا أو متقايضًا (متكافلًا)، وعادةً ما يُزود الضيف بالغذاء والمسكن. تشمل الأمثلة كلًا من الحيوانات التي تستضيف الديدان الطفيلية (مثل الديدان الأسطوانية)، والخلايا التي تستضيف الفيروسات الممرضة، ونبات الفول الذي يستضيف البكتيريا المتقايضة (المفيدة) المثبتة للنيتروجين. أما في علم النبات وبشكل أكثر تحديدًا، فيوفر النبات المضيف مصادر الغذاء للمفترسات الأصغر التي تملك علاقةً مستقرةً تطوريًا مع مضيفها على غرار التطفل الخارجي. يتألف نطاق المضيف من مجموعة المضيفات التي يمكن للكائن الحي استغلالها كشريك.

## التكافل
يمتد التكافل ليشمل مجموعةً واسعةً من العلاقات المحتملة بين الكائنات الحية، وتختلف في ديمومتها وتأثيراتها على الطرفين. يُعرف أحد الطرفين عادةً بالمضيف عندما يكون في ارتباط أكبر بكثير من الطرف الآخر. في التطفل، ينتفع الطفيلي على حساب المضيف. في المعايشة، يعيش الطرفين سويةً بدون أن يسبب أحدهما أذىً للآخر، بينما في التقايض، ينتفع الطرفان من بعضهما.
تتطفل معظم الطفيليات في جزء واحد من دورة حياتها فقط. بمقارنة الطفيليات مع أقاربها الحرة غير الطفيلية، وُجد أن التطفل قد تطور 233 مرة منفصلة على الأقل. تعيش بعض الكائنات الحية في ارتباط وثيق مع المضيف وتتحول إلى التطفل في الظروف البيئية الصعبة فقط.
قد يحظى الطفيلي بعلاقة طويلة الأمد مع مضيفه، كما هو الحال في جميع الطفيليات الداخلية. يبحث الضيف عن المضيف ليحصل على الغذاء أو خدمة أخرى منه، لكن لا يقتله عادةً. على النقيض، يقضي شبيه الطفيلي جزءًا كبيرًا من حياته داخل أو على مضيف واحد، ما يسبب في النهاية موت الأخير، مستخدمًا بعض الإستراتيجيات التي توازي الافتراس. بشكل عام، يبقى المضيف حيًا حتى يستكمل شبيه الطفيلي نموه ويصبح مستعدًا للانتقال إلى مرحلة حياته التالية. تتفاوت علاقة الضيف بمضيفه ما بين المؤقتة والمتقطعة، ومن الممكن له الارتباط بعدة مضيفات، وجعل العلاقة مكافئةً لاستهلاك العشب لدى الحيوانات العاشبة البرية. من الاحتمالات الأخرى لعلاقة ضيف-مضيف هي عدم وجود اتصال فيزيائي دائم، كما هي العلاقة بين متطفلات الأعشاش والوقواقية.

## علاقات غير طفيلية

### المضيفات المتقايضة
تشارك بعض المضيفات في تفاعلات تقايض كاملة إذ يعتمد كل من الكائنين كليًا على الآخر. على سبيل المثال، يستضيف النمل الأبيض الأوليات التي تعيش في أمعائه وتهضم السليلوز، كما أن النبيت الجرثومي المعوي لدى الإنسان ضروري من أجل هضم فعال. تحتوي المرجانيات والعديد من اللافقاريات البحرية على زوزانتلا، طحالب أحادية الخلية، في أنسجتها. يوفر المضيف بيئةً آمنةً جيدة الإضاءة للطحلب بينما يستفيد بدوره من العناصر الغذائية التي ينتجها الطحلب عبر عملية التركيب الضوئي لتزويد نظامه الغذائي بالعناصر اللازمة. لاميليبراكيا لويميسي، وهي دودة أنبوبية عملاقة تسكن أعماق البحار، تملك هذه الدودة ارتباطًا تقايضيًا ضروريًا مع المتكافلات البكتيرية الداخلية المؤكسدة للكبريتيد. تستخرج الدودة الأنبوبية المواد الكيميائية التي تحتاجها البكتيريا من الرواسب، وتزود البكتيريا الدودة عديمة الفم بالمواد المغذية. تضع بعض السرطانات الناسكة قطعًا من الاسفنجيات على صدفتها التي تعيش فيها. تنمو هذه الاسفنجيات وتنحل صدفة الرخويات في النهاية؛ قد لا يحتاج السرطان إلى تبديل مسكنه مرةً أخرى إذ أنه مموه جيدًا بالإسفنج المتكاثر.
تعد الجذريات الفطرية من علاقات الاستضافة المهمة، وهي علاقة تكافلية بين الفطريات وجذور نبات مضيف وعائي. يستقبل الفطر الكربوهيدرات، منتجات التركيب الضوئي، بينما يتلقى النبات الفوسفات والمركبات النتروجينية التي يستمدها الفطر من التربة. وقد ظهر أن أكثر من 95% من أسر النباتات لديها علاقات جذرية فطرية. من الأمثلة الأخرى على هذه العلاقة هي العلاقة بين النباتات البقولية ونوع محدد من البكتيريا المثبتة للنتروجين التي تسمى ريزوبيا وتشكل درنات على جذور النبات. يزود المضيف البكتيريا بالطاقة الازمة لتثبيت النتروجين وتوفر البكتيريا بدورها كمية النتروجين التي يحتاجها المضيف. تستطيع بعض المحاصيل مثل الفاصولياء والبازلاء والحمص والبرسيم تثبيت النتروجين بنفس الطريقة، بالإضافة إلى أن خلط النفل مع النجيلية يزيد من غلة المراعي.

### المضيفات في التكافل التنظيفي
يضم التكافل التنظيفي مضيفات العديد من الأنواع البرية والبحرية، التي تستغل الحيوانات الأصغر لتخلصها من الطفيليات. تشمل المنظفات كلًا من الأسماك والقريدس والطيور؛ بينما يمتد نطاق المضيفات أو العملاء بشكل أوسع ليشمل الأسماك، والزواحف البحرية مثل السلاحف والإيغوانات، والأخطبوطات، والحيتان والثدييات البرية. من الملاحظ أن هذا التفاعل يعود على المضيف بالنفع، لكن لا يزال علماء البيولوجيا يعترضون على ما إذا كانت هذه العلاقة تقايضية بالفعل أو أقرب منها إلى التطفل من قبل المنظف.

### المضيفات المتعايشة
تستطيع اللشكيات (السمك الماص) السباحة بحرية لكنها طورت ممصات تمكنها من الالتصاق بالسطوح الملساء، والحصول على تنقل مجاني (رحلان)، إذ تقضي معظم حياتها ملتصقةً بحيوان مضيف مثل الحوت أو السلحفاة أو القرش. ومع ذلك، قد تُعتبر هذه العلاقة تعايشية، إذ غالبًا ما تستهلك اللشكيات مجذافيات الأرجل الطفيلية رغم أنها لا تُعد من الأسماك المنظفة: على سبيل المثال، توجد هذه الطفيليات في معدة 70% من اللشكيات الشائعة. تلتصق العديد من الرخويات والبرنقيل والديدان الحلقية عديدة الأشواك بقشرة ملك السراطين الأطلسي؛ يعد هذا ترتيبًا ملائمًا لبعض منها لكن يلتزم بعضها الآخر بهذا الشكل التعايشي إذ لا يمكن لها العيش في مكان آخر.

## لمحة تاريخية
كان الإنسان أول مضيف يُلاحظ في العصور القديمة: سُجلت الطفيليات البشرية مثل الدودة الشصية في مصر القديمة ابتداءً من 3000 قبل الميلاد، بينما في اليونان القديمة وصف كوربوس أبقراط دودة المثانة البشرية (الشريطية الوحيدة). في العصور الوسطى، سجل الطبيب الفارسي ابن سينا طفيليات بشرية وحيوانية تشمل الديدان الحلقية، والديدان الخيطية، ودودة غينيا والديدان الشريطية. في العصور الحديثة المبكرة، سجل فرانسيسكو ريدي طفيليات حيوانية، وقد لاحظ اختصاصي المجاهر أنطوني فان ليفينهوك الأولي الجياردية المعوية ووضحها من «برازه الرخو».
لم تُميز المتكافلات التقايضية إلا في وقت متأخر، عندما وصف ألبرت برنارد فرانك في عام 1877 العلاقة التقايضية بين الفطريات والطحالب في الأشنات.

## لمراجع
1. ↑  محمد هيثم الخياط (2009). المعجم الطبي الموحد: إنكليزي - فرنسي - عربي (بالعربية والإنجليزية والفرنسية) (ط. الرابعة). بيروت: مكتبة لبنان ناشرون، منظمة الصحة العالمية. ص. 937. ISBN:978-9953-86-482-2. OCLC:978161740. QID:Q113466993.
2. ↑  Jackson, John (30 نوفمبر 2012). "How does the Remora develop its sucker?". National History Museum. مؤرشف من الأصل في 2020-04-13. اطلع عليه بتاريخ 2017-10-19.
3. ↑  Campbell، Neil A.؛ Reece، Jane B. (2002). Biology (6th edition). Pearson Education. ص. 540–541. ISBN:978-0-201-75054-6.
4. ↑  Poulin، Robert؛ Randhawa، Haseeb S. (فبراير 2015). "Evolution of parasitism along convergent lines: from ecology to genomics". Parasitology. ج. 142 ع. Suppl 1: S6–S15. DOI:10.1017/S0031182013001674. PMC:4413784. PMID:24229807.
5. ↑  Grutter, Alexandra S. (2002). "Cleaning symbioses from the parasites' perspective". Parasitology. ج. 124 ع. 7: S65–S81. DOI:10.1017/S0031182002001488. PMID:12396217.
6. ↑  Dawes, Ben (1976). Advances in Parasitology: Volume 14. Academic Press. ص. 4–6. ISBN:978-0-08-058060-9. مؤرشف من الأصل في 2020-04-13.
7. ↑  "Parasitoids". Cornell University College of Agriculture and Life Sciences. مؤرشف من الأصل في 2020-04-13. اطلع عليه بتاريخ 2017-10-24.
8. ↑  Sears CL (أكتوبر 2005). "A dynamic partnership: celebrating our gut flora". Anaerobe. ج. 11 ع. 5: 247–51. DOI:10.1016/j.anaerobe.2005.05.001. PMID:16701579.
9. ↑  "Zooxanthellae... what's that?". National Oceanic and Atmospheric Administration. 6 يوليو 2017. مؤرشف من الأصل في 2020-04-13. اطلع عليه بتاريخ 2017-10-21.
10. ↑  Cordes, E.E.؛ Arthur, M.A.؛ Shea, K.؛ Arvidson, R.S.؛ Fisher, C.R. (2005). "Modeling the mutualistic interactions between tubeworms and microbial consortia". PLoS Biology. ج. 3 ع. 3: 1–10. DOI:10.1371/journal.pbio.0030077. PMC:1044833. PMID:15736979.{{استشهاد بدورية محكمة}}:  صيانة الاستشهاد: دوي مجاني غير معلم (link)
11. ↑  Carefoot, Tom. "Mutualism: Research study 3". Learn about sponges: Symbioses. A Snail's Odyssey. مؤرشف من الأصل في 2020-04-13. اطلع عليه بتاريخ 2017-10-21.
12. ↑  Trappe، J. M. (1987). Phylogenetic and ecologic aspects of mycotrophy in the angiosperms from an evolutionary standpoint. CRC Press. {{استشهاد بكتاب}}: |عمل= تُجوهل (مساعدة)
13. ↑  Tow, P.G.؛ Lazenby, Alec (2000). Competition and Succession in Pastures. CABI. ص. 75. ISBN:978-0-85199-703-2. مؤرشف من الأصل في 2020-04-13.
14. ↑  Losey, G.S. (1972). "The Ecological Importance of Cleaning Symbiosis". Copeia. ج. 1972 ع. 4: 820–833. DOI:10.2307/1442741. JSTOR:1442741.
15. ↑  Poulin. R؛ Grutter, A.S. (1996). "Cleaning symbiosis: proximate and adaptive explanations" (PDF). BioScience. ج. 46 ع. 7: 512–517. DOI:10.2307/1312929. JSTOR:1312929. مؤرشف من الأصل (PDF) في 2012-03-25.
16. ↑  Ecology and Wildlife Biology. Krishna Prakashan Media. ص. 66–67. GGKEY:08L5EQSR3JF. مؤرشف من الأصل في 2020-04-13.
17. ↑  Cox, Francis E. G. (يونيو 2004). "History of human parasitic diseases". Infectious Disease Clinics of North America. ج. 18 ع. 2: 173–174. DOI:10.1016/j.idc.2004.01.001. PMID:15145374. مؤرشف من الأصل في 2020-04-13.
18. ↑  "symbiosis". قاموس أوكسفورد الإنجليزي (ط. الثالثة). مطبعة جامعة أكسفورد. سبتمبر 2005.